# Dipterocarpus
Genre
Classification phylogénétique
Dipterocarpus est un genre d'arbres de la famille des Dipterocarpaceae. Il regroupe environ 70 espèces originaires d'Asie, en particulier du sud-est asiatique.
Comme la plupart des arbres émergents, arbres de très grandes tailles (plus de 40 m) qui dominent et émergent au-dessus de la canopée, ils ont des graines ailées qui "volent" pour atteindre une autre partie de la forêt tropicale.
Ces arbres, appelés communément « keruing »[Par qui ?], sont recherchés pour leur bois et leur résine et ont une grande importance économique, quoique pas autant que le genre voisin Shorea.

## Liste d'espèces
Selon [réf. nécessaire] :
- Dipterocarpus acutangulus Vesque
- Dipterocarpus alatus Roxb. ex G.Don
- Dipterocarpus applanatus Slooten
- Dipterocarpus baudii Korth.
- Dipterocarpus borneensis Slooten
- Dipterocarpus bourdilloni
- Dipterocarpus caudatus Foxw.
- Dipterocarpus caudiferus Merr.
- Dipterocarpus chartaceus Sym.
- Dipterocarpus cinereus
- Dipterocarpus concavus Foxw.
- Dipterocarpus confertus Slooten
- Dipterocarpus conformis Slooten
- Dipterocarpus coriaceus Slooten
- Dipterocarpus cornutus Dyer
- Dipterocarpus costatus Gaertn.f.
- Dipterocarpus costulatus Slooten
- Dipterocarpus crinitus Dyer
- Dipterocarpus cuspidatus
- Dipterocarpus dyeri Pierre
- Dipterocarpus elongatus Korth.
- Dipterocarpus eurynchus Miq.
- Dipterocarpus fagineus
- Dipterocarpus fusiformis
- Dipterocarpus geniculatus Vesque
- Dipterocarpus glabrigemmatus
- Dipterocarpus glandulosus
- Dipterocarpus globosus Vesque
- Dipterocarpus gracilis Blume
- Dipterocarpus grandiflorus (Blanco) Blanco
- Dipterocarpus hasseltii Blume
- Dipterocarpus hispidus
- Dipterocarpus humeratus Slooten
- Dipterocarpus incanus
- Dipterocarpus indicus
- Dipterocarpus insignis
- Dipterocarpus intricatus Dyer
- Dipterocarpus kerrii King
- Dipterocarpus kunstleri King
- Dipterocarpus lamellatus Hook.f
- Dipterocarpus littoralis
- Dipterocarpus lowii Hook.f.
- Dipterocarpus mundus Slooten
- Dipterocarpus nudus
- Dipterocarpus oblongifolius Blume
- Dipterocarpus obtusifolius Teijsm. ex Miq.
- Dipterocarpus ochraceus
- Dipterocarpus orbicularis
- Dipterocarpus pachyphyllus
- Dipterocarpus palembanicus Slooten
- Dipterocarpus penangianus Foxw.
- Dipterocarpus perakensis
- Dipterocarpus retusus Blume
- Dipterocarpus rigidus Ridley
- Dipterocarpus rotindifolius Foxw.
- Dipterocarpus rotundifolius
- Dipterocarpus sarawakensis
- Dipterocarpus semivestitus
- Dipterocarpus stellatus
- Dipterocarpus sublamellatus Foxw.
- Dipterocarpus tempehes Slooten
- Dipterocarpus tonkinensis
- Dipterocarpus tuberculatus 	Roxb.
- Dipterocarpus turbinatus C.F.Gaertn.
- Dipterocarpus validus Blume
- Dipterocarpus verrucosus Foxw. ex Slooten
- Dipterocarpus zeylanicus

Selon NCBI (2 Sep 2010) :
- Dipterocarpus alatus
- Dipterocarpus baudii
- Dipterocarpus chartaceus
- Dipterocarpus confertus
- Dipterocarpus cornutus
- Dipterocarpus costatus
- Dipterocarpus dyeri
- Dipterocarpus glandulosus
- Dipterocarpus hispidus
- Dipterocarpus insignis
- Dipterocarpus intricatus
- Dipterocarpus kerrii
- Dipterocarpus obtusifolius
- Dipterocarpus palembanicus
- Dipterocarpus retusus
- Dipterocarpus tempehes
- Dipterocarpus tuberculatus
- Dipterocarpus turbinatus
- Dipterocarpus zeylanicus